# Morellia edwardsi
Morellia edwardsi är en tvåvingeart som beskrevs av Fritz Isidore van Emden 1939. Morellia edwardsi ingår i släktet Morellia och familjen husflugor. Inga underarter finns listade i Catalogue of Life.